# Апамея (Сирія)

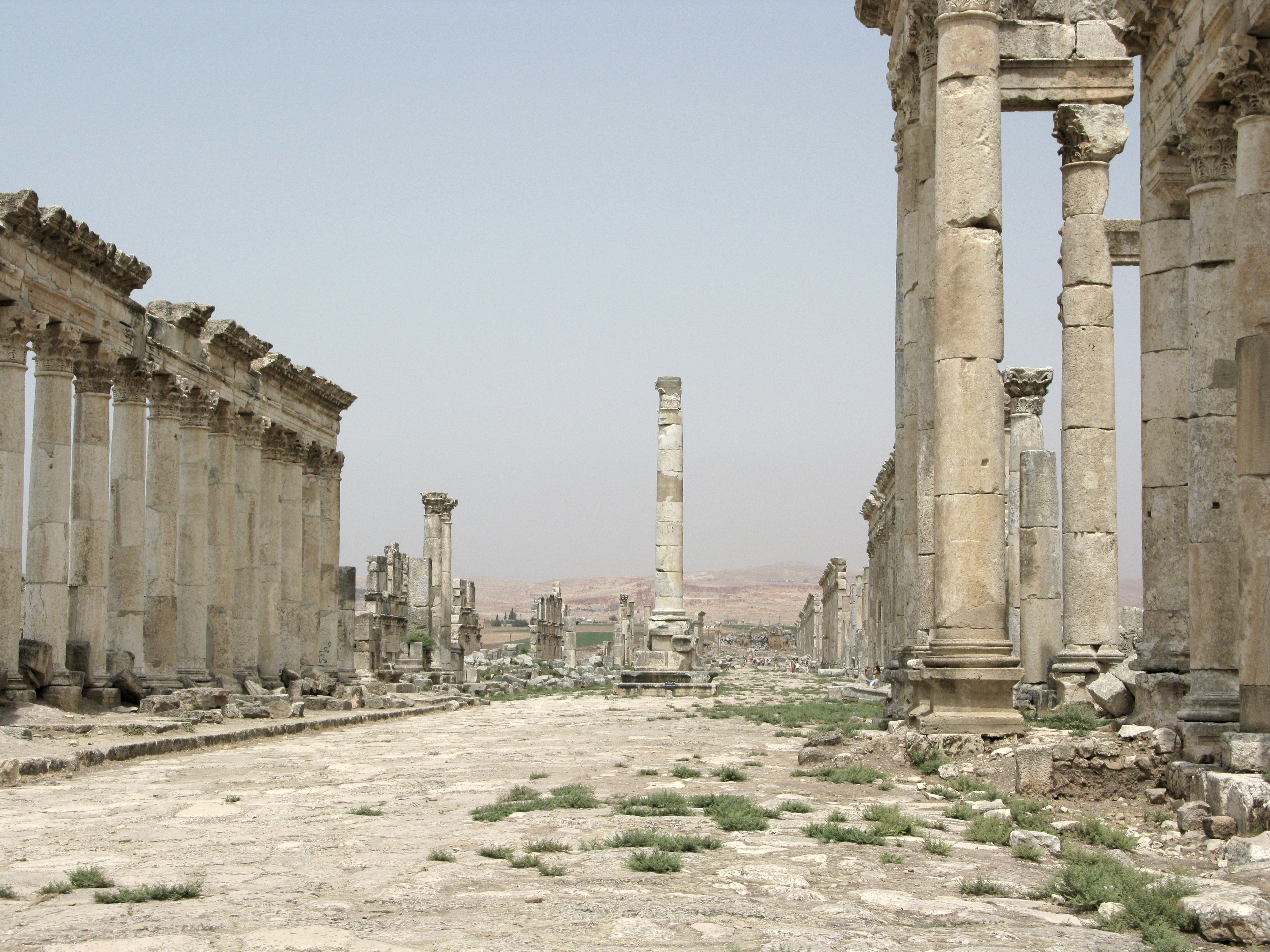
Колонада в Апамеї

Апамея (на Оронті) або Апамея Сирійська (лат. Apamea, араб. أفاميا, грец. Ἀπάμεια τῆς Συρίας) — місто античної доби в північній Сирії на річці Оронт. Було головним містом регіону Апамене, пізніше входило до складу римської провінції Друга Сирія.

## Історія
Первинно поселення мало назву Фарнакес. Після завоювання Александром Македонським місто здобуло назву Пелла на честь головного міста Македонії. Наприкінці IV століття до н. е. місто здобуло нову назву на честь дружини Селевка I Нікатора. У місті карбувались монети Селевкідів.
У I столітті до н. е. місто зруйнував Гней Помпей Великий. За століття місто було заново відбудовано. Під час перепису, який проводив правитель Сирії Квіріній на початку нашої ери, в Апамеї проживали 117 000 вільних, що означає, що в цілому населення міста становило близько півмільйона жителів — місто було одним з найбільших на стародавньому Сході. В Апамеї була відома філософська школа середніх платоніків (Нуменій) і стоїків (Посідоній).
За Юстиніана I у місті побудовані нові мури. Уродженцем міста був святий Павсекакій. 540 року місто розграбували перси, а у VII столітті його зруйнували мусульмани. До наших днів від стародавнього міста збереглась велична колонада, одна з найкращих у сенсі збереження пам'яток такого роду.

## Персоналії
- Павсекакій Синадський (? — † 606) — єпископ синадської церкви у Сирії, християнський святий, монах та аскет.